# Máxima Cesariense
Máxima Cesariense (em latim: Maxima Caesariensis) era uma das quatro províncias do Império Romano que compunham a Britânia. Sua capital era a cidade de Londínio e seu território provavelmente abrangia o que é hoje o sul da Inglaterra. Originalmente, seus governadores eram da ordem equestre, mas, a partir de meados do século IV, passou-se a exigir que eles tivessem status consular. 

## História
A Máxima Cesariense e sua vizinha, a Flávia Cesariense, podem ter formado por um breve período uma única província que cobria a maior parte do que é hoje a Inglaterra oriental. Eric Birley e outros já sugeriram que as duas províncias chamadas de "Cesariense" descendem de uma outra unidade organizacional maior que recebeu seu nome, pouco usual, graças ao imperador. Ele argumenta que, depois que Londínio recebeu Constâncio Cloro em 296, o imperador concedeu à cidade o título de "cesariense" (caesariensis). Dadas as circunstâncias na época de Constâncio, é possível que ele tenha dividido o comando militar da Britânia Superior em dois, com a província oriental recebendo o nome de Britânia Cesariense e a ocidental, de Britânia Prima. Esta divisão seria novamente modificada com a divisão da Britânia Cesariense em duas porções, uma ao norte e outra ao sul, uma batizada em homenagem a Constâncio e a outra, ao augusto ocidental, Marco Aurélio Valério Maximiano. Esta tese requer que a divisão tenha ocorrido antes da abdicação de Maximiano em 305 (junto com Diocleciano). Como Constâncio foi elevado a augusto no mesmo ano, Londínio pode ter também adotado o título de augusta na mesma época, um título pelo qual ela, de fato, passou a ser conhecida a partir daí. O curto período que ela deteve o título de "cesariense" pode explicar a relativa ausência de evidências sobre o uso do nome.

## Cidades
- Camuloduno (Colchester)
- Duroverno dos Cancíacos (Cantuária)
- Londínio (Londres)
- Noviômago dos Reginos (Chichester)
- Verulâmio (perto de St Albans)